# Rhodostemonodaphne crenaticupula
Rhodostemonodaphne crenaticupula är en lagerväxtart som beskrevs av Madriñán. Rhodostemonodaphne crenaticupula ingår i släktet Rhodostemonodaphne och familjen lagerväxter. Inga underarter finns listade i Catalogue of Life.